# Herb Gielniowa
Herb Gielniowa – symbol miasta i gminy Gielniów.

## Wygląd i symbolika
Herb przedstawia na tarczy w polu złotym postać zakonnika w habicie brunatnym, przepasanego sznurem srebrnym z różańcem, z srebrną kolumną w lewej dłoni i czarną dyscypliną w prawej. Jest to nawiązanie do postaci bł. Władysława z Gielniowa.

## Historia
Gielniów posiadał prawa miejskie od połowy XIV wieku do 1869. Zachował się odcisk pieczęci miasta z 1778, który przedstawia postać świętego trzymającego bliżej nieokreślone przedmioty. Literatura identyfikuje tego świętego jako Władysława z Gielniowa. Kompozycję z tym właśnie błogosławionym zaproponował jako herb Gielniowa Teodor Chrząński w 1847 roku.
14 września 1990 ustanowiono nowy herb gminy, nawiązujący do wizerunku z pieczęci. Była ona wzorowana na przedstawieniu z Miast polskich w tysiącleciu gdzie błędnie narysowano atrybuty świętego jako palmę i trybularz, a także przedstawiono go jako starego siwego człowieka z brodą, podczas gdy w ikonografii zawsze wyobrażano go jako młodego człowieka bez zarostu. W związku ze staraniami o odzyskanie praw miejskich przez Gielniów w 2023 gmina przyjęła nową wersję herbu, autorstwa Kamila Wójcikowskiego i Roberta Fidury, poprawiającą powielane wcześniej błędy.

## Galeria

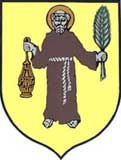
Herb gminy w latach 1990-2023
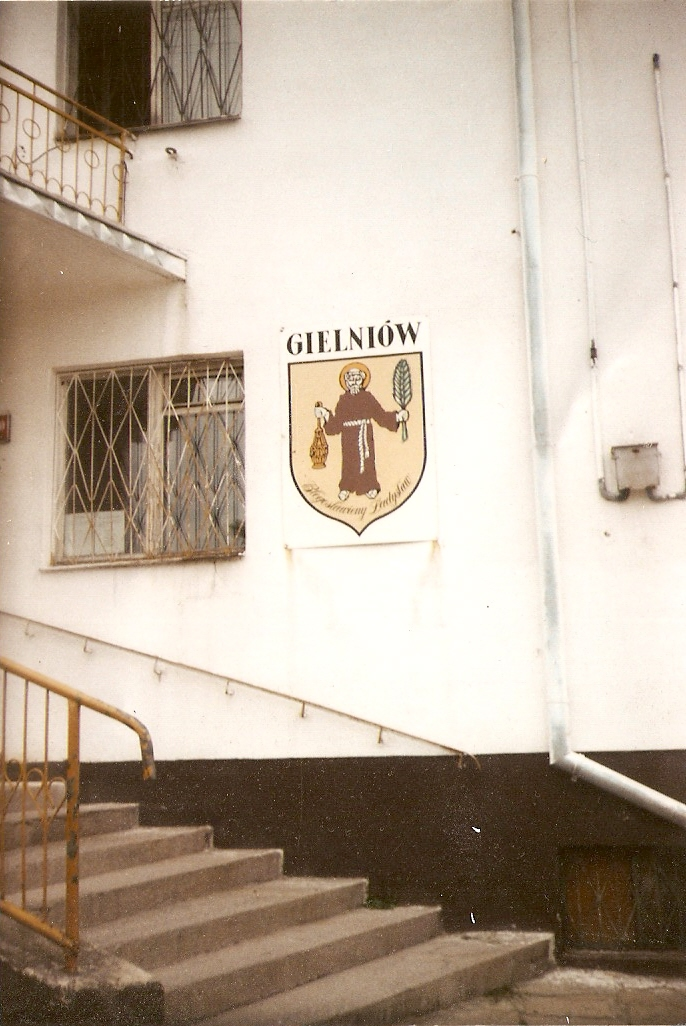
Dawna wersja herbu na budynku urzędu gminy